# HAL Light Combat Helicopter
HAL Light Combat Helicopter (LCH) là trực thăng chiến đấu đa năng được phát triển ở Ấn Độ bởi Hindustan Aeronautics Limited (HAL) và phục vụ cho Không quân Ấn Độ và Lục quân Ấn Độ